# 시가에이
시가에이(2000년 3월 17일 ~)는 대한민국의 래퍼다. 2019년 싱글 [callin]으로 데뷔했다.

## 방송
- 고등래퍼 1 (2017) - 지역 대표 선발전 탈락
- 고등래퍼 3 (2019) - Top6(4위)
- 쇼미더머니 9 (2020) - 1차 예선 탈락

## 음반
- 고등래퍼3 팀대항전 Part 1 (2019)
- 고등래퍼3 팀대항전 Part 3 (2019)
- 고등래퍼3 Semi Final (2019)
- 고등래퍼3 Final (2019)
- 고등래퍼3 Instrumental (2019)
- callin (2019)
- 위하여 (We Higher) (2019)
- Prism (2020)

## 공연
- 어나더레벨 콘서트 (2019)
- 감성레퍼 어나더레벨 - 영광 (2019)

## 수상
- KAC 청소년 힙합 경연대회 대상 (2015)